# 죄

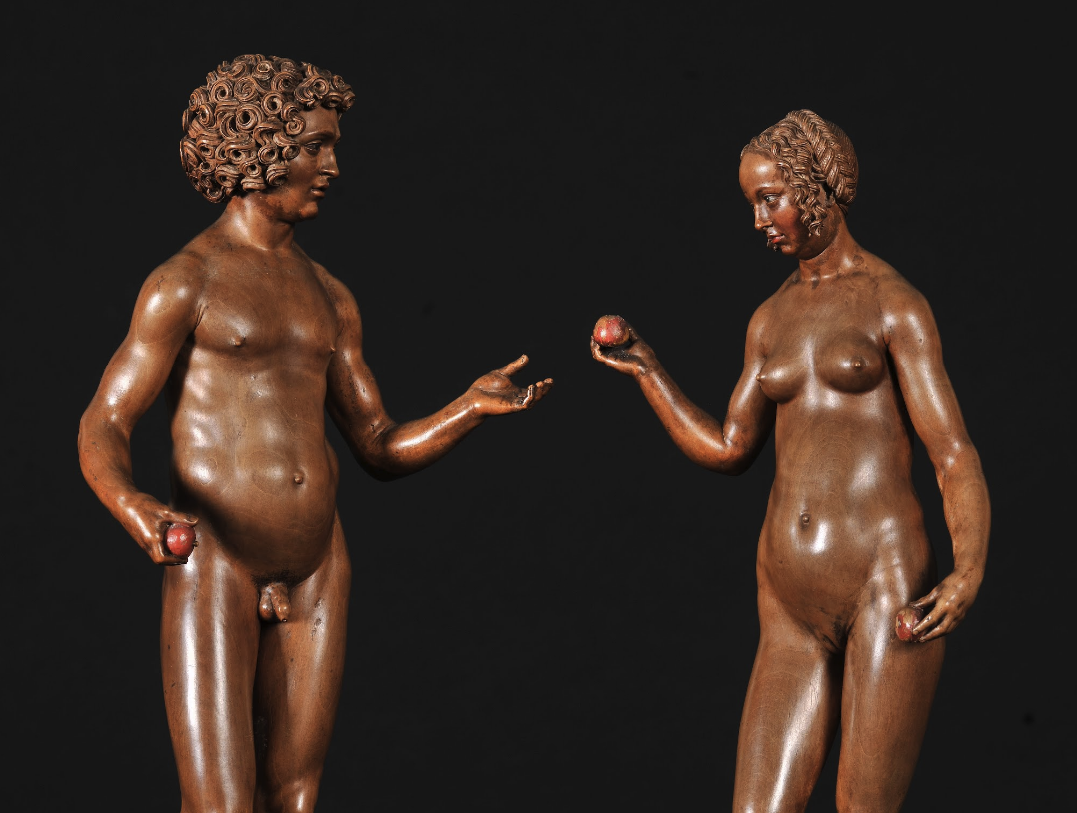

죄(罪)는 규범이나 윤리에 어긋나거나 반하는 행위를 말한다.
일반 사전에서는 죄(罪)를 다음과 같이 정의하고 있다. 이 정의에서 나타난 바와 같이, 종교에서는 대체로 '하나님의 계명' 또는 '도리'와 같은 어떤 불변의 법칙, 이치 또는 명령(즉 천명)에 근거하여 그것과 어긋나는 것을 죄로 설정하고, 법률에서는 미리 정해진 조목에 근거하여 그것과 어긋나는 것을 죄로 설정한다.
1. 양심이나 도리에 벗어난 행위
2. 잘못이나 허물로 인하여 벌을 받을 만한 일
3. <법률> 법률에 위반되어 처벌을 면하지 못하는 불법 행위 [비슷한 말] 범죄, 죄범
4. <기독교> 하나님의 계명을 위반하거나, 그 법을 순종하는데 부족한것
5. <불교> 도리에 거슬리어 괴로움의 과보(果報)를 부르는 나쁜 행위
6. 나쁜 행위를 잘못 하는 죄,불법 행위

(배신 , 살인,다른 사람의 마음을 짓밝히는 행위,다른사람 이나 자신의 마음을 괴롭히는 행위, 양심 없는 행위,다른 사람을 무시 하는 행위 ,용서할 수 없는 행위 ,복종.., 양보 할 수 없는 행위 , 무언가를 빼앗기는 행위..등)

## 분야별 구분
- 법률 용어로서의 죄: 범죄
- 기독교 용어로서의 죄
  - 아담과 이브가 에덴 동산에서 범한 죄가 인간의 본성을 해쳤기 때문에, 그 뒤로 인간은 하나님의 도움 없이는 극복할 수 없는 죄를 가지게 되었다고 하는 사상. → 원죄
  - 라틴어의 sin을 옮긴 말. 하늘 법에 위반하는 행동. →「일곱 개의 큰 죄」
- 불교 용어로서의 죄
  - 도리(道理)에 반하는 행위, 계율을 어기는 행위, 또는 고의 과보를 불러올 악행을 말한다.[2]
  - 크게 성죄(性罪: 본질상 죄)와 차죄(遮罪: 막은 죄, 제지한 죄)의 2죄(二罪)로 나뉜다.[2][3][4]

## 죄수의 결정
죄수(罪數)는 범죄의 개수를 말한다. 한사람이 1개의 범죄를 범한 때가 일죄이며, 수 개의 범죄를 범한 때에는 수죄이다. 일죄의 경우와 수죄의 경우는 형법상의 취급이 다르므로 무엇을 표준으로 하여 범죄의 수를 결정할 것인지가 문제이다.

### 학설
여러 견해가 있으며 어느 하나의 견해에만 입각하여 죄수를 결정할 수 없다. 죄란 구성 요건을 전제로 한 개념이므로, 구성 요건 표준설을 우선적 기준으로 삼되 행위의 개수 범죄 의사 및 법익 등을 종합적으로 고려하여 각각의 범죄에 합당한 기준을 찾아야 한다.
- 행위 표준설: 자연적 의미의 행위의 수에 의해 죄수 결정. 판례는 정조에 관한 죄, 간통죄, 공갈죄에 관하여 이 견해를 취함.
- 법익 표준설: 침해되는 보호 법익의 수, 또는 결과의 수를 기준으로 죄수 결정. 판례는 연속범의 경우외에는 원칙적으로 이 견해를 취함.
- 의사 표준설: 범죄 의사의 수를 기준으로 죄수 결정. 판례는 연속범의 경우에 이 견해를 취함.
- 구성요건설: 법률 상의 구성 요건에 해당하는 수를 기준으로 죄수 결정. 일부 판례가 이 견해를 취함.

### 기본 원칙
- 병과주의: 수죄의 형기를 합산하여 처벌하는 방법이다.
- 흡수주의: 수죄 가운데 가장 중한 죄에 정한 형을 적용하고 다른 경한 죄에 정한 형은 여기에 흡수시키는 방법이다.
- 가중주의: 수죄에 대하여 하나의 전체형을 선고하는 것을 말한다.

## 참고 문헌
- 운허.  동국역경원 편집, 편집. 《불교 사전》. 2016년 3월 6일에 원본 문서에서 보존된 문서. 2013년 2월 14일에 확인함.
- (중국어) 星雲. 《佛光大辭典(불광대사전)》 3판. 2011년 3월 19일에 원본 문서에서 보존된 문서. 2013년 2월 14일에 확인함.

## 같이 보기
- 금기
- 도덕
- 범죄
- 악마
- 업
- 종교법
- 하람